# Sylvester Zeininger
Sylvester Zeininger (* 9. Dezember 1887 in Schafberg, Gemeinde Grafenschlag, Niederösterreich; † 15. April 1973 in Zwettl, Niederösterreich) war ein österreichischer Politiker der Christlichsozialen Partei (CSP).

## Ausbildung und Beruf
Nach dem Besuch der Volksschule wurde er Landwirt.

## Politische Funktionen
- Mitglied des Gemeinderates von Grafenschlag

Sylvester Zeininger war auch Kammerrat und in der Vaterländischen Front aktiv.

## Politische Mandate
- 27. April 1934 bis 2. Mai 1934: Abgeordneter zum Nationalrat (IV. Gesetzgebungsperiode), CSP